# Гурулёв, Станислав Андреевич
Станислав Андреевич Гурулёв (некоторые работы издавал под псевдонимом Дамба Жаргалов; 13 ноября 1928 года, посёлок Оловянная Читинского округа — 20 февраля 2017 года, Иркутск) — геолог, краевед, топонимист, кандидат геолого-минералогических наук, старший преподаватель кафедры полезных ископаемых ИГУ, старший научный сотрудник лаборатории тектонофизики Института земной коры СО АН СССР, учёный секретарь архитектурно-этнографического музея «Тальцы», заслуженный деятель науки Бурятской АССР.

## Биография
В 1952 году с отличием окончил геологический факультет ИГУ по специальности геология. После этого стал аспирантом данного университета. Окончил аспирантуру в 1955 году, после чего устроился в Иркутский университет на должность ассистента и старшего преподавателя кафедры полезных ископаемых. Там он работал до 1960 года.
В 1960 году защитил кандидатскую диссертацию.
В этом же году стал старшим научным сотрудником отдела геологии Бурятского комплексного научно-исследовательского института, занимал эту должность до 1967 года, затем занял должность заместителя председателя Бурятского филиала СО АН СССР, где работал до 1971 года. в 1971 году стал заведующим лабораторией рудообразования Геологического института Бурятского филиала СО АН СССР (до 1979 года).
В 1979 году Станиславу Гурулёву было присвоено звание старшего научного сотрудника, он устроился работать в лабораторию тектонической физики Института земной коры СО АН СССР.
В 1990-е годы работал учёным секретарём в архитектурно-этнографическом музее «Тальцы».
В 2001 году стал председателем и одним из основателей Иркутского краеведческого общества «Родословие» и занимал эту должность до 2009 года. После этого являлся его почётным членом.

## Награды
- Заслуженный деятель науки Бурятской АССР (1978)
- Почётная грамота Президиума Верховного Совета Бурятской АССР
- Юбилейная медаль «За доблестный труд. В ознаменование 100-летия со дня рождения В.И. Ленина»
- Золотая медаль Иркутского отделения Русского географического общества (2015)

## Труды
Станислав Гурулёв являлся автором более 200 научных работ на самую разнообразную тематику: от географии, геологии и минералогии до топонимики, истории и краеведения.

### Псевдоним
Некоторые работы Гурулёв публиковал под псевдонимом Дамба Жаргалов. Дамба Жаргалов — своего рода литературная маска, сам Гурулёв писал о нём так: 

Мой друг Дамба Жаргалов живёт в Улан-Удэ. Он по национальности бурят, я — русский. Сблизило нас то, что мы родились в один и тот же день, в одном и том же месяце (январе), в одном и том же году.— «Тальцы», научно-популярный иллюстрированный журнал. Тальцы. 1996. № 1. 40 с.; с. 39

### Издания работ
- Геология и генезис основных расслоённых интрузий. – М., 1983.
- Реки Байкала: Происхождение названий. – Иркутск, 1989.
- Что в имени твоём, Байкал? – Новосибирск, 1991.
- Звери и рыбы Сибири: Происхождение названий. – Иркутск, 1992.
- Облавные охоты до и после Чингисхана. – Иркутск, 1996.
- Золото: Словарь-справочник. – Иркутск, 2001.
- Байкальские истории. – Иркутск, 2010.
- Топонимика Усть-Ордынского Бурятского округа. – Иркутск, 2011.
- Первые иркутяне. – Иркутск, 2011.
- Географические названия Иркутской области. – Иркутск, 2015